# دن جاش کلی
دن جاش کلی (انگلیسی: Dan Kelly؛ زادهٔ ۳۱ اکتبر ۱۹۷۷) ورزشکار هنرهای رزمی ترکیبی و جودوکار اهل استرالیا است.